# Branch, Louisiana
Branch är en ort i Acadia Parish i delstaten Louisiana, USA.